# Delia alaskana
Delia alaskana är en tvåvingeart som först beskrevs av Huckett 1965.  Delia alaskana ingår i släktet Delia och familjen blomsterflugor.
Artens utbredningsområde är Alaska. Inga underarter finns listade i Catalogue of Life.